# 唐納德·馬夸特
唐納德·W·馬夸特（英語：Donald W. Marquardt，1929年3月13日—1997年7月5日）是一名美國統計學家，為萊文伯格-馬夸特非線性最小平方法擬合算法的重新發現者。
馬夸特在哥倫比亞大學接受教育，1950年獲得物理學和數學學士學位，1956年在德拉瓦大學獲得數學和統計學碩士學位。馬夸特於1953年進入杜邦公司，並在那裡工作了39年。他還創立並管理了杜邦品質管理與技術中心。1963年，他在SIAM雜誌上發表了著名的論文《非線性問題的最小平方算法》。馬夸特開發出他的算法來解決將非線性化學模型與實驗數據進行擬合。1975年，他被選為美國統計學會的會員。
作為杜邦應用統計組的經理，馬夸特領導了產品品質管理方法與計算機系統的開發，從20世紀70年代中期到90年代末實施了公司的持續改進措施。他在1986年獲得休哈特獎章。
1991年，馬夸特成立自己的公司「Donald W. Marquardt and Associates」，提供品質管理、品質保證、ISO 9000標準、應用統計、戰略規劃及組織變革方面的諮詢與培訓。
馬夸特在1997年死於心臟病，享年68歲。

## 獲獎與成就
- 美國統計學會會長（英语：List of presidents of the American Statistical Association）（1986）
- 當選國際統計學會會士
- 參加ISO 9000國際品質標準編寫小組的美國代表團團長
- 美國品質協會（英语：American Society for Quality）休哈特獎章（英语：Shewhart Medal）（1987）
- 美國統計學會年度統計學家（1993－94）
- 美國統計學會創始者獎（1995）
- 美國國家標準協會傑出服務獎